# Joshua Brenet
Joshua Brenet, född 20 mars 1994 i Almere, är en nederländsk-curaçaoisk fotbollsspelare (högerback) som spelar för Twente.

## Klubbkarriär
Den 24 maj 2018 värvades Brenet av tyska 1899 Hoffenheim.

## Landslagskarriär
Den 9 november 2016 debuterade Brenet i Nederländernas landslag i en 1–1-match mot Belgien, där han byttes in i halvlek mot Davy Klaassen.